# Hwang Chun-Gum
Hwang Chun-Gum (7 de noviembre de 1985) es una deportista norcoreana que compitió en judo. Ganó una medalla de plata en el Campeonato Asiático de Judo de 2009 en la categoría de –63 kg.

## Palmarés internacional
| Campeonato Asiático | Campeonato Asiático | Campeonato Asiático | Campeonato Asiático |
| Año                 | Lugar               | Medalla             | Categoría           |
| ------------------- | ------------------- | ------------------- | ------------------- |
| 2009                | Taipéi (Taiwán)     | Medalla de plata    | –63 kg              |